# Polskie odpowiedniki łotewskich nazw geograficznych
Polskie nazwy geograficzne na Łotwie. Opis "nazwa historyczna" oznacza, że nazwę polską, zgodnie z zaleceniami KSNG, stosuje się wyłącznie w kontekście historycznym, a nie współczesnym.

## Indeks
A B C Ć D E F G H I J K L Ł M N O P R S Ś T U W Z Ź Ż  (zobacz też)

## A
| Nazwa polska | Nazwa łotewska | Rodzaj obiektu | Uwagi |
| Agłona       | Aglona         | wieś           |       |

[Na górę]

## B
| Nazwa polska | Nazwa łotewska | Rodzaj obiektu        | Uwagi             |
| Biały Dwór   | Baltmuiža      | wieś i dwór w Selonii |                   |
| Bowsk        | Bauska         | miasto                | nazwa historyczna |

[Na górę]

## C
| Nazwa polska | Nazwa łotewska | Rodzaj obiektu | Uwagi |

[Na górę]

## Ć
| Nazwa polska | Nazwa łotewska | Rodzaj obiektu | Uwagi |

[Na górę]

## D
| Nazwa polska | Nazwa łotewska | Rodzaj obiektu | Uwagi                 |
| Dagda        | Dagda          | miasto         |                       |
| Drycany      | Dricāni        | wieś           |                       |
| Dyneburg     | Daugavpils     | miasto         | też: Dźwińsk, Dźwinów |
| Doblena      | Dobele         |                |                       |

[Na górę]

## E
| Nazwa polska | Nazwa łotewska | Rodzaj obiektu | Uwagi |
| Ekawa        | Iecava         |                |       |
| Ekhof        | Ozolnieki      |                |       |

[Na górę]

## F
| Nazwa polska | Nazwa łotewska | Rodzaj obiektu | Uwagi |

[Na górę]

## G
| Nazwa polska    | Nazwa łotewska | Rodzaj obiektu | Uwagi             |
| Goldynga        | Kuldīga        | miasto         | nazwa historyczna |
| Grzywa, Grzywka | Grīva          | miejscowość    | nazwa historyczna |

[Na górę]

## H
| Nazwa polska | Nazwa łotewska | Rodzaj obiektu | Uwagi             |
| Hazenpot     | Aizpute        | miasto         | nazwa historyczna |

[Na górę]

## I
| Nazwa polska | Nazwa łotewska | Rodzaj obiektu | Uwagi |
| Iłukszta     | Ilūkste        | miasto         |       |

[Na górę]

## J
| Nazwa polska | Nazwa łotewska | Rodzaj obiektu | Uwagi             |
| Jakobsztad   | Jēkabpils      | miasto         | nazwa historyczna |

[Na górę]

## K
| Nazwa polska         | Nazwa łotewska | Rodzaj obiektu     | Uwagi                                     |
| Kieś                 | Cēsis          | miasto             | germanizm: Wenden                         |
| Kirchholm            | Salaspils      | miasto             | nazwa historyczna; nie: Kircholm, Kirholm |
| Kohenhauz, Kokenhuza | Koknese        | miasto             |                                           |
| Kownaty              | Kaunata        | miasto             | nazwa historyczna                         |
| Krasław              | Krāslava       | miasto             |                                           |
| Kurlandia            | Kurzeme        | kraina historyczna |                                           |
| Kandawa              | Kandava        |                    |                                           |

[Na górę]

## L
| Nazwa polska | Nazwa łotewska | Rodzaj obiektu     | Uwagi                   |
| Libawa       | Liepāja        | miasto             | też: Lipawa             |
| Liwenhof     | Līvāni         | miasto             | nazwa historyczna       |
| Liwonia      | Vidzeme        | kraina historyczna | też: Inflanty Szwedzkie |
| Lucyn        | Ludza          | miasto             |                         |

[Na górę]

## Ł
| Nazwa polska | Nazwa łotewska | Rodzaj obiektu     | Uwagi                 |
| Łatgalia     | Latgale        | kraina historyczna | też: Inflanty Polskie |

[Na górę]

## M
| Nazwa polska | Nazwa łotewska | Rodzaj obiektu | Uwagi                                              |
| Marienburg   | Alūksne        | miasto         |                                                    |
| Marienhauz   | Viļaka         | miasto         |                                                    |
| Medum        | Medumi         | wieś           |                                                    |
| Mitawa       | Jelgava        | miasto         | nazwa historyczna, obecnie polska nazwa to Jełgawa |

[Na górę]

## N
| Nazwa polska | Nazwa łotewska | Rodzaj obiektu | Uwagi |

[Na górę]

## O
| Nazwa polska | Nazwa łotewska | Rodzaj obiektu | Uwagi             |
| Ogier        | Oger           | miasto         | nazwa historyczna |

[Na górę]

## P
| Nazwa polska | Nazwa łotewska | Rodzaj obiektu | Uwagi             |
| Piltyń       | Piltene        | miasto         |                   |
| Prele        | Preiļi         | miasto         | nazwa historyczna |
| Przydrujsk   | Piedruja       | miejscowość    | nazwa historyczna |

[Na górę]

## R
| Nazwa polska | Nazwa łotewska | Rodzaj obiektu   | Uwagi |
| Ryga         | Rīga           | miasto stołeczne |       |
| Rzeżyca      | Rēzekne        | miasto           |       |

[Na górę]

## S
| Nazwa polska            | Nazwa łotewska | Rodzaj obiektu     | Uwagi             |
| Semigalia               | Zemgale        | kraina historyczna |                   |
| Sina, Sinieja, Siniucha | Zilupe         | rzeka              | nazwa historyczna |
| Skrudelino              | Skrudaliene    | miejscowość        | nazwa historyczna |
| Subocz                  | Subate         | miasto             | nazwa historyczna |

[Na górę]

## Ś
| Nazwa polska | Nazwa łotewska | Rodzaj obiektu | Uwagi |

[Na górę]

## T
| Nazwa polska | Nazwa łotewska | Rodzaj obiektu | Uwagi             |
| Tukum        | Tukums         | miasto         | nazwa historyczna |

[Na górę]

## U
| Nazwa polska | Nazwa łotewska | Rodzaj obiektu | Uwagi |

[Na górę]

## W
| Nazwa polska   | Nazwa łotewska | Rodzaj obiektu | Uwagi             |
| Wałk           | Valka          | miasto         | nazwa historyczna |
| Warklany       | Varakļāni      | miasto         | nazwa historyczna |
| Wielony        | Viļāni         | miasto         | nazwa historyczna |
| Windawa, Wenta | Venta          | rzeka          |                   |
| Windawa        | Ventspils      | miasto         |                   |
| Wolmar         | Valmiera       | miasto         | nazwa historyczna |

[Na górę]

## Z
| Nazwa polska | Nazwa łotewska | Rodzaj obiektu | Uwagi             |
| Zygwold      | Sigulda        | miasto         | nazwa historyczna |

[Na górę]

## Ż
| Nazwa polska | Nazwa łotewska | Rodzaj obiektu | Uwagi |

[Na górę]

## Ź
| Nazwa polska | Nazwa łotewska | Rodzaj obiektu | Uwagi |

[Na górę]